# Harpersville
Harpersville és una població dels Estats Units a l'estat d'Alabama. Segons el cens del 2000 tenia 1.620 habitants.

## Demografia
Segons el cens del 2000, Harpersville tenia 1.620 habitants, 610 habitatges, i 458 famílies. La densitat de població era de 39,4 habitants/km².
Dels 610 habitatges en un 33,9% hi vivien nens de menys de 18 anys, en un 57,4% hi vivien parelles casades, en un 14,8% dones solteres, i en un 24,8% no eren unitats familiars. En el 21,8% dels habitatges hi vivien persones soles el 9,2% de les quals corresponia a persones de 65 anys o més que vivien soles. El nombre mitjà de persones vivint en cada habitatge era de 2,66 i el nombre mitjà de persones que vivien en cada família era de 3,1.
Per edats la població es repartia de la següent manera: un 27,3% tenia menys de 18 anys, un 7,5% entre 18 i 24, un 30% entre 25 i 44, un 23% de 45 a 60 i un 12,3% 65 anys o més.
L'edat mediana era de 37 anys. Per cada 100 dones hi havia 93,5 homes. Per cada 100 dones de 18 o més anys hi havia 87,6 homes.
La renda mediana per habitatge era de 31.655 $ i la renda mediana per família de 34.632 $. Els homes tenien una renda mediana de 28.839 $ mentre que les dones 22.069 $. La renda per capita de la població era de 12.783 $. Aproximadament el 17,4% de les famílies i el 19,3% de la població estaven per davall del llindar de pobresa.

## Poblacions properes
El següent diagrama mostra les poblacions més properes.